# Rhopalomyia albicerata
Rhopalomyia albicerata är en tvåvingeart som först beskrevs av Fedotova 1999.  Rhopalomyia albicerata ingår i släktet Rhopalomyia och familjen gallmyggor.
Artens utbredningsområde är Kazakstan. Inga underarter finns listade i Catalogue of Life.